# Joakim Gren
Joakim Carl Gunnar Gren, född 1 maj 1986 i Örebro Olaus Petri församling, är en svensk före detta fotbollsspelare, position försvarare.
Han spelade tidigare i ÖSK, och hans moderklubb är Mellringe Eker Fotboll. Han är cirka 183 cm lång, och hade tröjnumret 18 i ÖSK. Joakim var under hösten 2009 utlånad till BK Forward.

### Fotnoter
1. ↑  ”Joakim Gren” (på engelska). fotbolltransfers.com. https://fotbolltransfers.com/site/player/776. Läst 29 augusti 2020.
2. ↑  Sveriges befolkning 1990, CD-ROM, Version 1.00, Riksarkivet (2011)
3. ↑  Artikel på ÖSK's officiella webbplats Arkiverad 1 augusti 2009 hämtat från the Wayback Machine. "Joakim Gren lånas under hösten ut till BK Forward". Läst 9 augusti 2009.